# 噶哈善哈思虎
噶哈善哈思虎（穆麟德轉寫：Gahašan Hashū；1560年—1584年），伊尔根觉罗氏，因世居建州女真苏克苏浒部嘉木湖，故又作嘉木湖觉罗氏，为当地部长，尚清太祖努尔哈赤同母妹沾河姑，为额驸。

## 生平
噶哈善哈思虎是嘉木湖寨主穆通阿和鈕鈷祿氏之子，鈕鈷祿氏為額亦都的父親都陵阿的胞妹，鈕鈷祿氏為額亦都的姑母，噶哈善哈思虎比額亦都年長兩歲，為額亦都的表哥。額亦都早在孩提，父母就都被人所害，他被鄰村人抱走，隻身得脫。額亦都在十三歲殺死仇人后，往附穆通阿家中，噶哈善哈思虎的母親鈕鈷祿氏對額亦都視為己出。穆通阿曾得到一隻白鷹，聽說此事之人認為白鷹稀罕，都來穆通阿家裡觀賞這隻白鷹。當時尚未起兵的努爾哈赤也前來觀賞，穆通阿覺得努爾哈赤對這隻白鷹著實喜愛，便將白鷹送与他。噶哈善哈思虎和額亦都這對表兄弟一同去打獵，路上看到肩上白鷹駐足的努爾哈赤，很是詫異，便詢問白鷹為何在他這裡，努爾哈赤將穆通阿將白鷹贈與其的事情告訴噶哈善哈思虎和額亦都，噶哈善哈思虎和額亦都心中很不高興。翌日，白鷹飛回穆通阿家中，穆通阿告訴噶哈善哈思虎和額亦都：“此鷹業已与人，不可匿留，爾等速往送還”。噶哈善哈思虎和額亦都更加憤憤不平，但是不得已，只好將白鷹送回努爾哈赤處。努爾哈赤對噶哈善哈思虎和額亦都說：“鷹雖屬禽，能不捨故主而飛還者，是其義也。爾等可將回，以成此鷹之義。”噶哈善哈思虎和額亦都聽後，相互大驚說：“吾父誠識人，其體卹禽屬如是，至於待人，不必言矣！”。從此，噶哈善哈思虎和額亦都表兄弟二人對努爾哈赤欣悅臣服，深加尊敬。
1580年，穆通阿去世，噶哈善哈思虎繼任為嘉木湖寨主。此年，努爾哈赤經過嘉木湖寨，在噶哈善哈思虎里借宿，額亦都想跟隨努爾哈赤，請求姑母同意。噶哈善哈思虎的母親考慮到自己的哥哥都陵阿只有這一個兒子，而且年未弱冠，堅決不同意額亦都的請求。額亦都憤然說：“大丈夫豈可虛度此生耶？任至何處，段不負敦養之恩！”噶哈善哈思虎的母親不得已，只好同意。次日，額亦都跟隨努爾哈赤離開嘉木湖寨。
明朝支持尼堪外兰，苏克苏浒河部萨尔浒城长诺米纳与苏克苏浒河部沾河寨长常书、扬书还有噶哈善哈思虎，于是计划归附爱新觉罗宁古塔贝勒努尔哈赤。努尔哈赤椎牛祭天，与他们结盟。既而诺米纳又和尼堪外兰勾结，噶哈善哈思虎、常书等人请努尔哈赤将他诱杀。万历十一年（1583年）八月，努尔哈赤将同母妹沾河姑嫁给噶哈善哈思虎。第二年正月，努尔哈赤从叔龙敦，勾结努尔哈赤庶母之弟萨木占，邀请噶哈善哈思虎，把他在途中杀死。努尔哈赤收噶哈善哈思虎尸骨，厚葬，赠云骑尉。率军讨伐萨木占及其党讷申、万济汉等人，为噶哈善哈思虎复仇。

## 世职承袭图
八旗创立后，噶哈善哈思虎家族隶镶白旗。其子纳齐布袭云骑尉，任陵寝翼长，他可能是噶哈善哈思虎死後，沾河姑生下的遺腹子。噶哈善哈思虎的兄长纳木占巴彦、同族拉哈等另有世职。
|  |  |  |  |  |  |  |  | 追赠云骑尉 噶哈善哈思虎 |  |  |  |  |  |  |  |  |  |  |  |  |  |
|  |  |  |  |  |  |  |  |                         |  |  |  |  |  |  |  |  |  |  |  |  |  |
|  |  |  |  |  |  |  |  | 云骑尉 纳齐布           |  |  |  |  |  |  |  |  |  |  |  |  |  |
|  |  |  |  |  |  |  |  |                         |  |  |  |  |  |  |  |  |  |  |  |  |  |
|  |  |  |  |  |  |  |  | 不详                    |  |  |  |  |  |  |  |  |  |  |  |  |  |